# Łotewscy posłowie do Parlamentu Europejskiego 2024–2029
Łotewscy posłowie X kadencji do Parlamentu Europejskiego zostali wybrani w wyborach przeprowadzonych 8 czerwca 2024, w których wyłoniono 9 deputowanych.

## Posłowie według list wyborczych
Nowa Jedność
- Sandra Kalniete
- Inese Vaidere[2]

Zjednoczenie Narodowe „Wszystko dla Łotwy!” – TB/LNNK
- Rihards Kols
- Roberts Zīle

Dla Rozwoju Łotwy
- Ivars Ijabs

Zjednoczona Lista
- Reinis Pozņaks

Postępowi
- Mārtiņš Staķis

Socjaldemokratyczna Partia „Zgoda”
- Nils Ušakovs

Łotwa na pierwszym miejscu
- Vilis Krištopans